# Strażnica KOP „Dzisna”

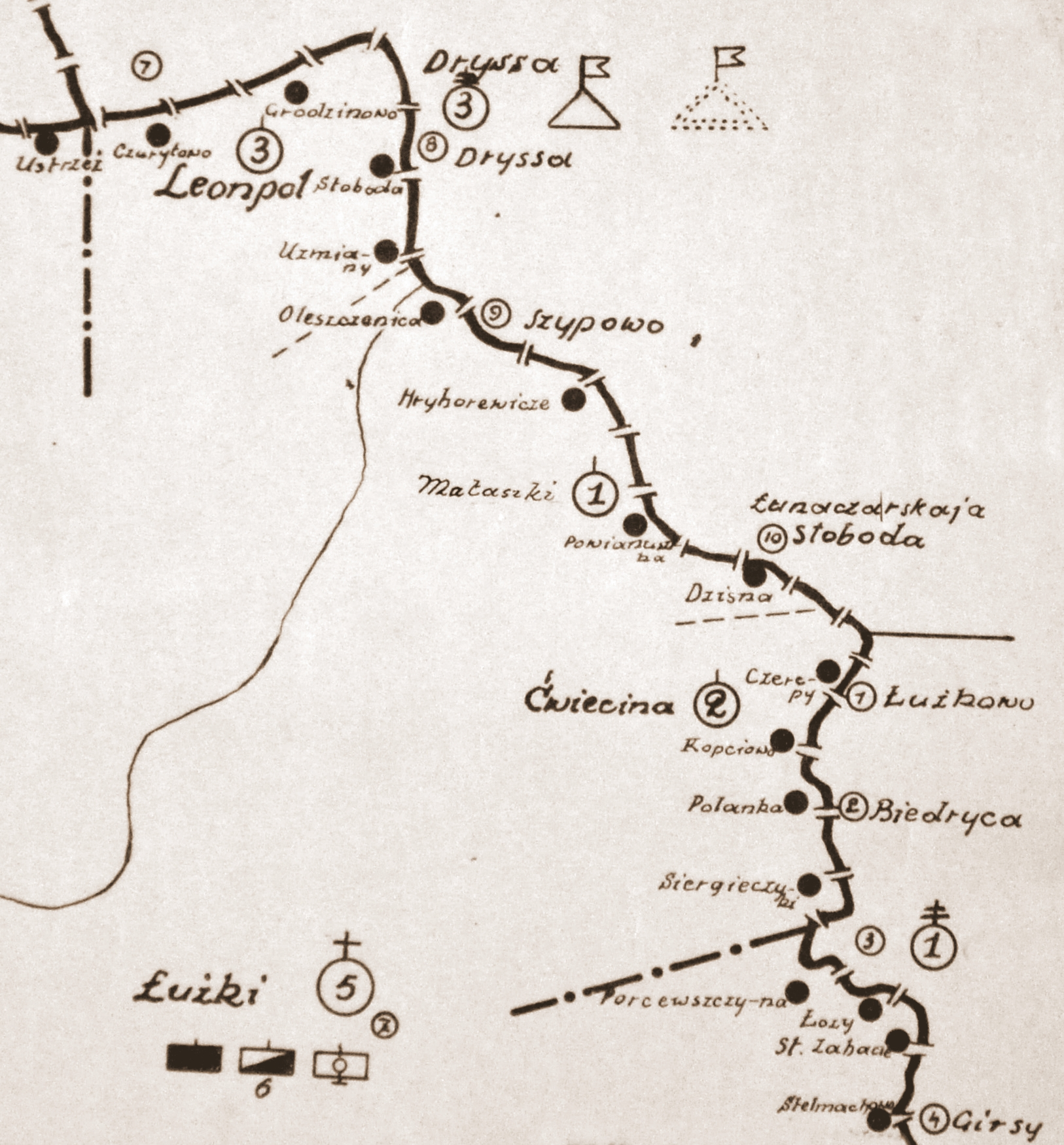
Batalion KOP „Łużki” w 1931

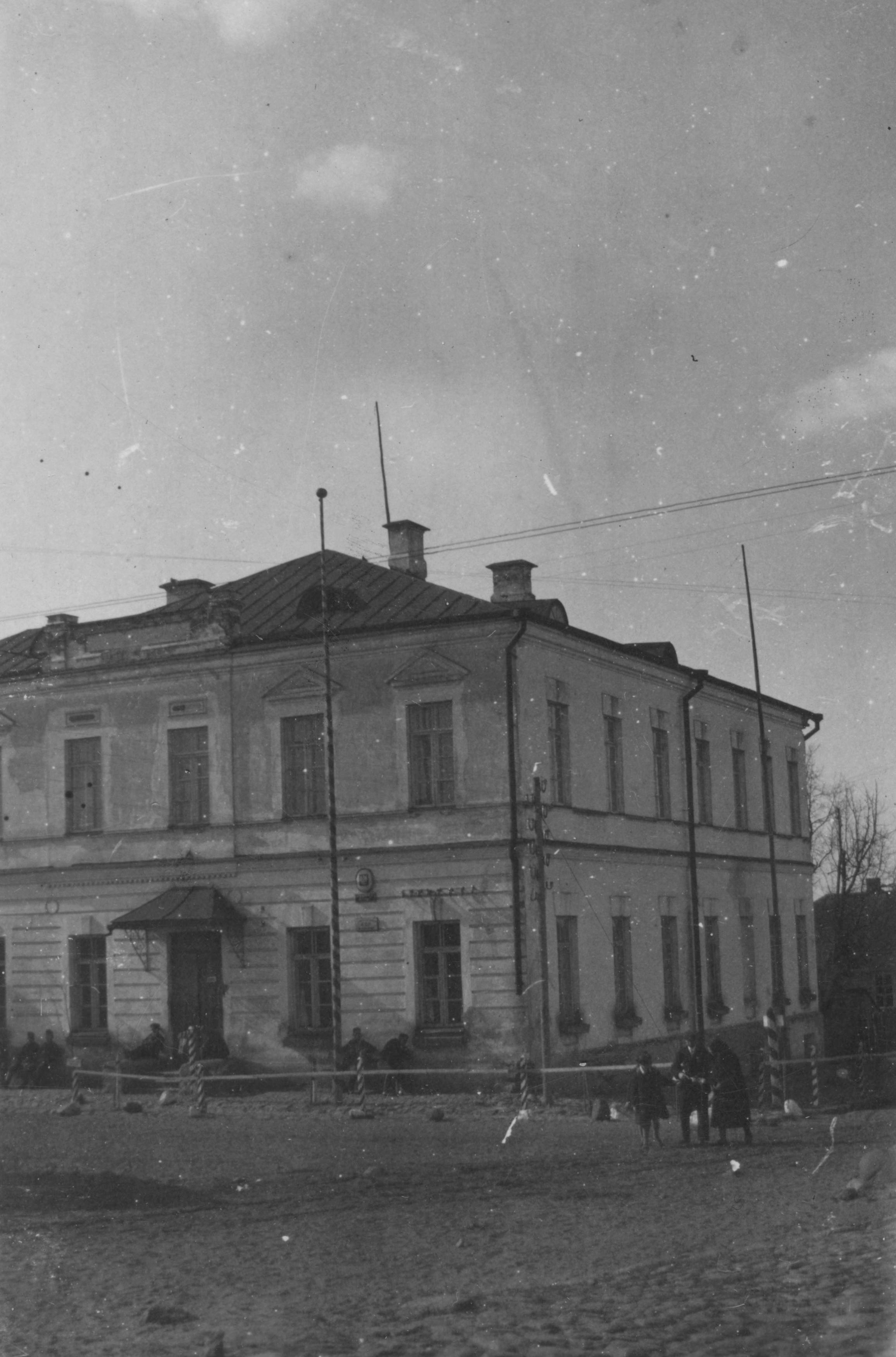
Koszary KOP w Dzisnej

Strażnica KOP „Dzisna” – zasadnicza jednostka organizacyjna Korpusu Ochrony Pogranicza pełniąca służbę ochronną na granicy polsko-sowieckiej.

## Geneza
Do czasu zakończenia wojny polsko-bolszewickiej, czyli do jesieni 1920, wschodnią granicę państwa polskiego wyznaczała linia frontu. Dopiero zarządzeniem z 6 listopada 1920 utworzono Kordon Graniczny Ministerstwa Spraw Wojskowych. W połowie stycznia 1921 zmodyfikowano formę ochrony granicy i rozpoczęto organizowanie Kordonu Granicznego Naczelnego Dowództwa WP. Obsadzony on miał być przez żandarmerię polową i oddziały wojskowe. Latem 1921 ochronę granicy wschodniej postanowiło powierzyć Batalionom Celnym. W Dzisnej rozmieszczono dowództwo i pododdziały sztabowe 11 batalionu celnego. 
W drugiej połowie 1922 przeprowadzono kolejną reorganizację organów strzegących granicy wschodniej. 1 września 1922 bataliony celne przemianowano na bataliony Straży Granicznej. W rejonie odpowiedzialności przyszłej strażnicy KOP „Dzisna” służbę graniczną pełnili żołnierze 11 batalionu Straży Granicznej. 
Już w następnym zlikwidowano Straż Graniczną, a z dniem 1 lipca 1923 pełnienie służby granicznej na wschodnich rubieżach powierzono Policji Państwowej. 
W sierpniu 1924 podjęto uchwałę o powołaniu Korpusu Ochrony Pogranicza – formacji zorganizowanej na wzór wojskowy, a będącej etacie Ministerstwa Spraw Wewnętrznych.

## Formowanie i zmiany organizacyjne
W 1924, w składzie 3 Brygady Ochrony Pogranicza, został sformowany 5 batalion graniczny. W 1928 w skład batalionu wchodziło 13 strażnic. Strażnica KOP „Dzisna” w latach 1928 – 1939 znajdowała się w strukturze 1 kompanii KOP „Małaszki”  batalionu KOP „Łużki”. Strażnica liczyła około 18 żołnierzy i rozmieszczona była przy linii granicznej z zadaniem bezpośredniej ochrony granicy państwowej.
W 1932 obsada strażnicy zakwaterowana była w budynku popolicyjnym. Strażnicę z macierzystą kompanią łączył trakt długości 11 km.

## Służba graniczna
Podstawową jednostką taktyczną Korpusu Ochrony Pogranicza przeznaczoną do pełnienia służby ochronnej był batalion graniczny. Odcinek batalionu dzielił się na pododcinki kompanii, a te z kolei na pododcinki strażnic, które były „zasadniczymi jednostkami pełniącymi służbę ochronną”, w sile półplutonu. Służba ochronna pełniona była systemem zmiennym, polegającym na stałym patrolowaniu strefy nadgranicznej, wystawianiu posterunków alarmowych, obserwacyjnych i kontrolnych stałych, patrolowaniu i organizowaniu zasadzek w miejscach rozpoznanych jako niebezpieczne, kontrolowaniu dokumentów i zatrzymywaniu osób podejrzanych, a także utrzymywaniu ścisłej łączności między oddziałami i władzami administracyjnymi. Strażnice KOP stanowiły pierwszy rzut ugrupowania kordonowego Korpusu Ochrony Pogranicza.
Strażnica KOP „Dzisna” w 1932 ochraniała pododcinek granicy państwowej szerokości 9 kilometrów 150 metrów od słupa granicznego nr 62 do 72, a w 1938 pododcinek szerokości 11 kilometrów 300 metrów od słupa granicznego nr 60 do 72.
Sąsiednie strażnice:
- strażnica KOP „Powianuszka” ⇔ strażnica KOP „Czerepy” – 1928[9], 1929[10], 1931[11] , 1932[12], 1934[13]
- strażnica KOP „Hryhorowicze” ⇔ strażnica KOP „Czerepy” – 1938[14]

## Walki w 1939
Rankiem 17 września, ze względu na brak przepraw przez Dźwinę Sowieci nie zaatakowali strażnicy „Hrychorowicze” oraz odwodu kompanii w Małaszkach. W tym samym czasie  trzykompanijny oddział st. lejtn. Jermoczenkowa uderzył na strażnicę KOP w „Dzisna”. Przy niej przebywał por. Domalewski oraz dziśnieński nauczyciel por. rez. Zygmunt Gergovich. Sowieci, prowadzeni przez miejscowego działacza komunistycznego Szulmana, przepłynęli na łodziach przez Dźwinę i wylądowali na polskim brzegu, rozpoczynając atak od strony południowej i wschodniej. Do walki z Sowietami włączyli się policjanci oraz uczniowie gimnazjum. Starcie trwało kilka godzin. Ranni zostali por. Domalewski i por. rez. Gergovich. Ostatecznie obrońcy złożyli broń. Do niewoli dostało się 3 (?) oficerów i 10 szeregowych. Sowieci mieli 2 ciężko rannych oficerów, w tym st. lejtn. Jermoczenkow. Lżejsze rany odniósł młodszy politruk oraz 15 szeregowych. Natomiast według innego sowieckiego dokumentu poległ jeden żołnierz WP, a 14, w tym 6 policjantów, dostało się do niewoli. Straty sowieckie – 6 rannych. Według polskiego opracowania – wspomagana przez osadników placówka KOP aż przez 7 godzin udaremniała wszelkie usiłowania sforsowania rzeki przez nieprzyjacielską piechotę. Obronę Polaków miano złamać dopiero po wprowadzeniu do walki artylerii.